# Henryk Konopka
Henryk Konopka (25. ledna 1821 Biskupice – 7. října 1892 Wrząsowice) byl rakouský šlechtic a politik polské národnosti z Haliče, v 2. polovině 19. století poslanec Říšské rady.

## Biografie
Zasedal jako poslanec Haličského zemského sněmu, který ho roku 1870 zvolil do Říšské rady (celostátního parlamentu), tehdy ještě volené nepřímo zemskými sněmy. Do vídeňského parlamentu se vrátil v doplňovacích volbách roku 1876 za kurii velkostatkářskou v Haliči. Slib složil 12. prosince 1876. Mandát zde obhájil ve volbách roku 1879. Rezignaci oznámil dopisem 17. února 1880. V roce 1876 se uvádí jako baron Heinrich von Konopka, statkář, bytem Wrząsowice. V parlamentu zastupoval Polský klub.